# Плюрьен
Плюрье́н (фр. и брет. Plurien, галло Pluriaen) — коммуна во Франции, находится в регионе Бретань. Департамент — Кот-д’Армор. Входит в состав кантона Пленёф-Валь-Андре. Округ коммуны — Сен-Бриё.
Код INSEE коммуны — 22242.

## География
Коммуна расположена приблизительно в 350 км к западу от Парижа, в 80 км северо-западнее Ренна, в 30 км к северо-востоку от Сен-Бриё.

## Население
Население коммуны на 2016 год составляло 1 509 человек.
| 1962 | 1968 | 1975 | 1982 | 1990 | 1999 | 2008 | 2016 |
| ---- | ---- | ---- | ---- | ---- | ---- | ---- | ---- |
| 1241 | 1263 | 1350 | 1309 | 1289 | 1236 | 1378 | 1509 |

## Экономика
В 2007 году среди 780 человек в трудоспособном возрасте (15—64 лет) 518 были экономически активными, 262 — неактивными (показатель активности — 66,4 %, в 1999 году было 62,7 %). Из 518 активных работали 469 человек (263 мужчины и 206 женщин), безработных было 49 (12 мужчин и 37 женщин). Среди 262 неактивных 57 человек были учениками или студентами, 129 — пенсионерами, 76 были неактивными по другим причинам.

## Фотогалерея

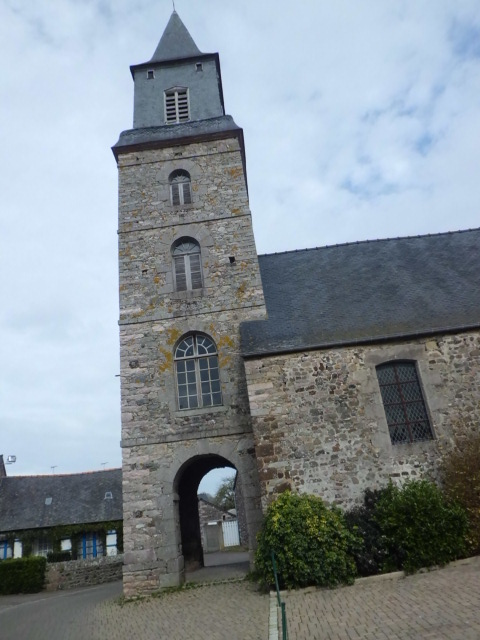
Церковь Сен-Пьер
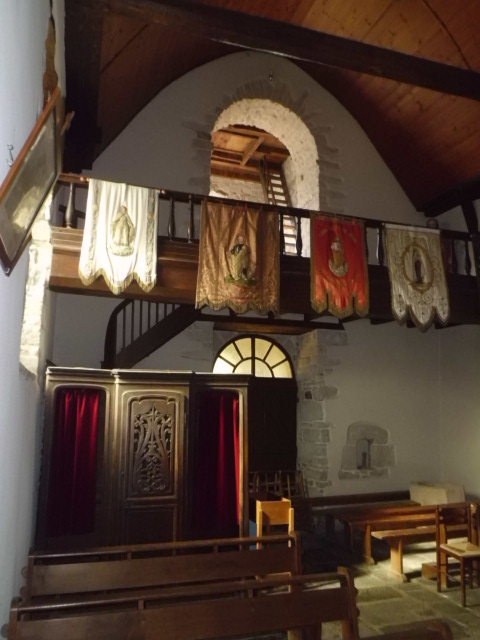
Интерьер церкви Сен-Пьер
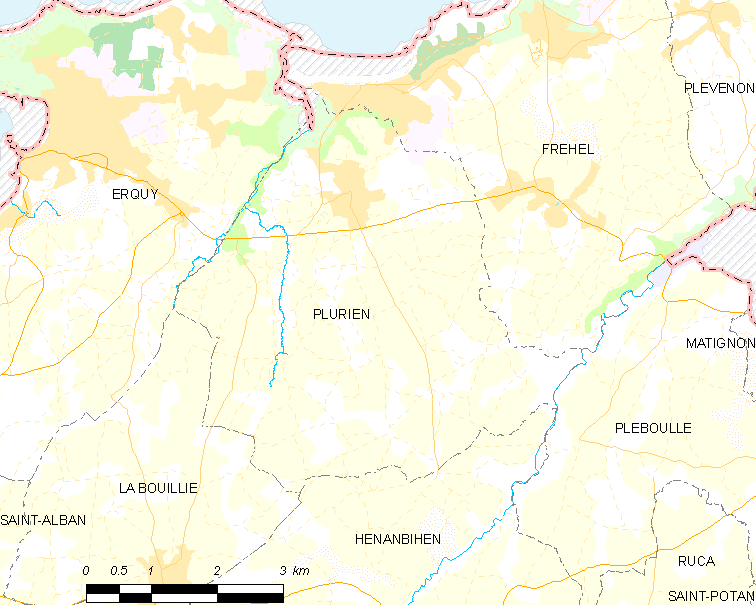
Карта коммуны